# Hwado
Hwado  är en ö i Sydkorea. Den ligger utanför ön Geojedo i provinsen Södra Gyeongsang, i den södra delen av landet, 300 km sydost om huvudstaden Seoul. Arean är 1,1 kvadratkilometer och den har 149 invånare.. Administrativt tillhör den Dundeok-myeon, en socken i stadskommunen Geoje.